# Вежа Балясґуард

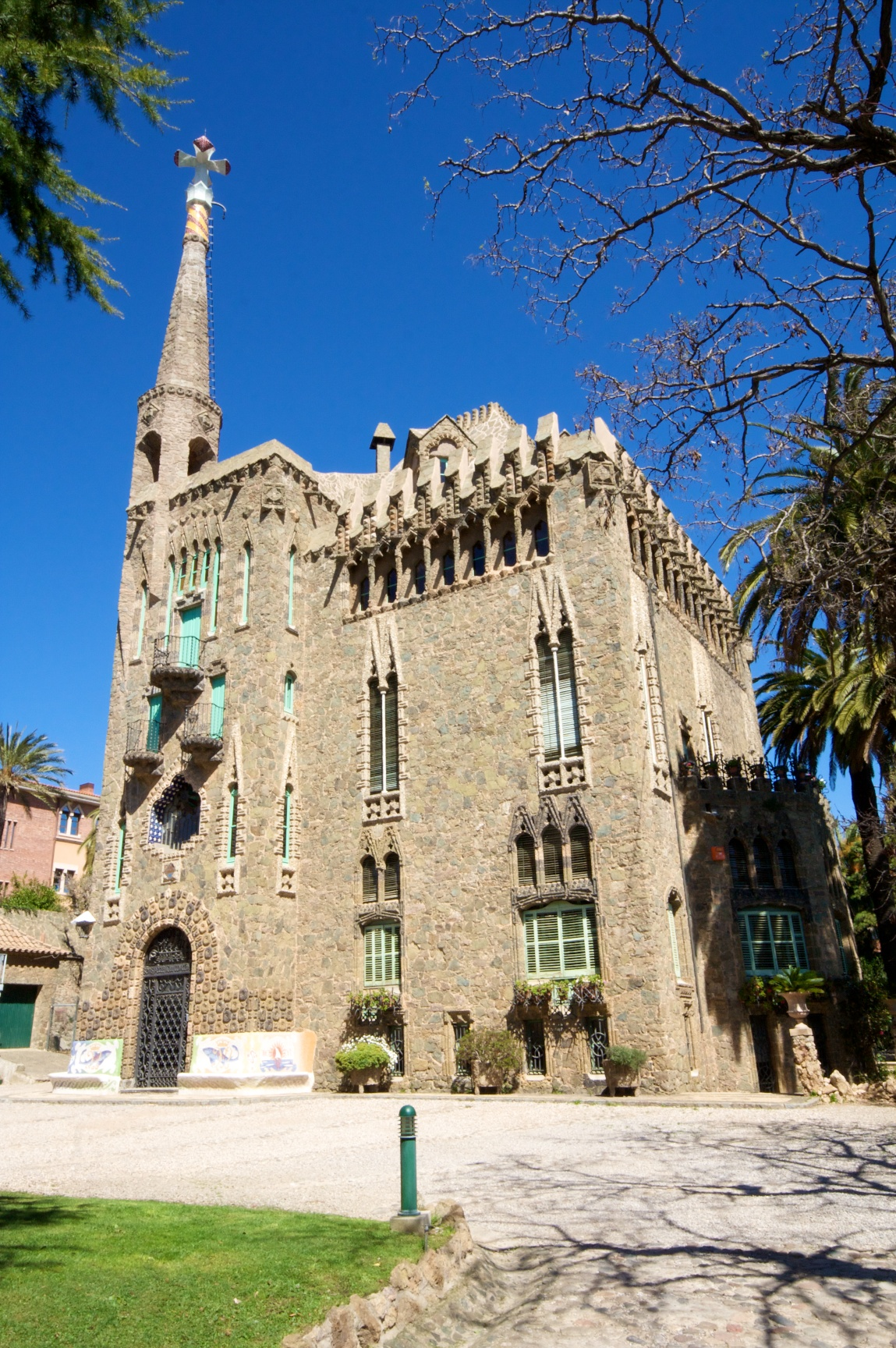
Вежа Балясґуард, будинок Фігерас, Барселона

Ве́жа Балясґуа́рд або Бельасґуа́рд чи Бельесґуа́рд (кат. Bellesguard, вимова літературною каталанською [βəʎəs'gwaɾt]) — вежа, побудована в Барселоні в 1900-1909 як частина житлового будинку для родини Фігерас за планом архітектора Антоні Ґауді. Назва походить від кат. bell esguard — «гарний пейзаж, вигляд», відповідає фр. bell vue.
Як і багато будівель Ґауді, будинок Фігерас та вежа Балясґуард залишилися незавершеними. У 1917 будівлю з вежею було добудовано архітектором Думенаком Суґраньясом.

## Адреса
Вежа Балясґуард та будинок Фігерас розташовані за адресою вул. Балясґуард (кат. Bellesguard), 16-20, Барселона.

## Історія та опис
Будинок родини Фігерас розташований біля пагорбу Кульсарола (кат. Collserola) на місці, де у XV ст. арагонський король Мартин І Гуманіст побудувув свою літню резиденцію за межами Барселони. Ця королівська резиденція мала назву «гарний пейзаж» (кат. bell esguard), з неї можна було побачити все місто.
Сучасний будинок Фігерас є одним з символів Каталонії, з точки зору архітектури у ньому поєднано два стилі — готика та модерн (цей змішаний стиль має також назву неомедієвалізм, фр. néomediévalisme). Ґауді використував деякі елементи, що залишилися від старого замку (наприклад, стіни та подвір'я) і додав до них нові у стилі модерн. Через це ззовні будівля має вигляд замку з зубчастими стінами. На фасаді немає мусульманських елементів, на відміну від інших будівель, спроектованих Ґауді.
Будинок Фігерас побудовано з каменю та цегли, на верхівці вежі встановлено хрест у традиційному для Ґауді стилі.
Ґауді будував таким чином, щоб з кожної його будівлі він міг побачити інші свої роботи. Наприклад, у будинках Бальо та Міла є арки, звідки можна побачити Храм Святого Сімейства. У парку Ґуель, якщо стати на місце, яке називається «Три хрести» поруч з головним хрестом, з арки, на якій є елемент у формі трикутника, у сонячний день можна побачити вежу Балясґуард.

## Відвідини будинку Фігерас
Будинок Фігерас та вежа Балясґуард є приватною власністю, вхід до будівлі не є вільний. Не зважаючи на це, нинішні власники будівлі залишили відчиненим вхід до саду, який можна відвідати безкоштовно.

## Фото

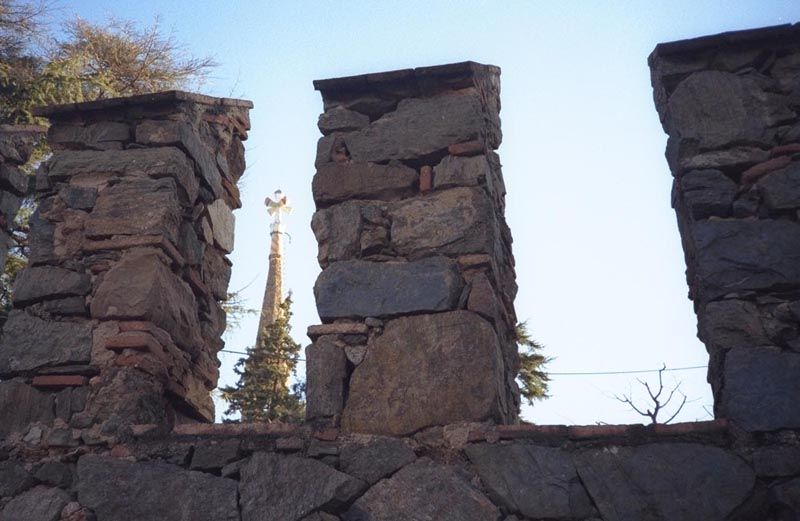
Вид з-за зубчастого муру
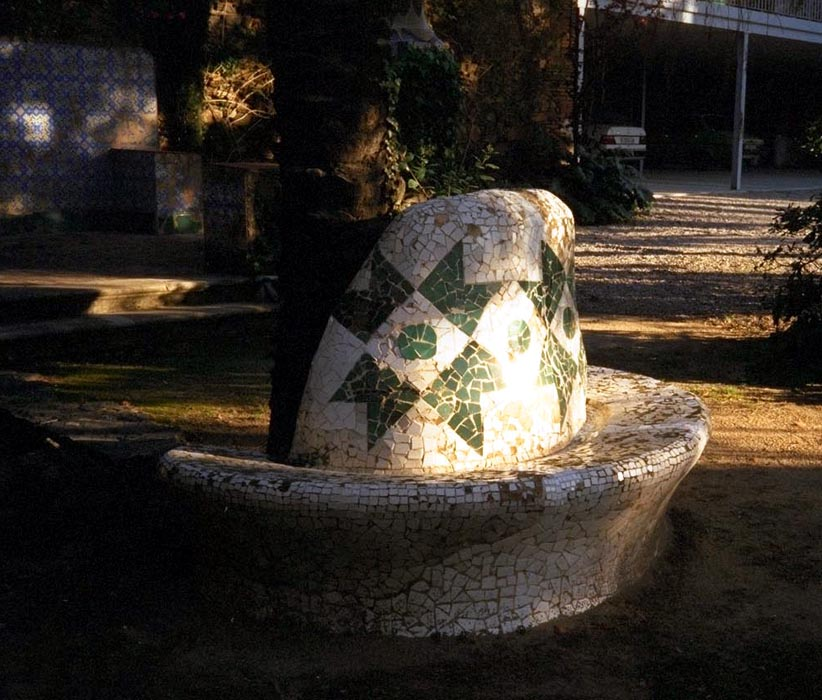
Сад